# Franz Esser (Bischof)
Franz Josef Esser OSFS, auch Francis Xavier Esser (* 8. Oktober 1908 in Opladen; † 8. Dezember 1966 in Springbok) war Bischof der Diözese Keimoes in Südafrika.

## Leben
Esser wurde in Opladen (jetzt Leverkusen) geboren und schloss 1927 eine Schreinerlehre ab. Am 14. März 1937 empfing er die Priesterweihe für seinen Orden und arbeitete seit 1938 als Missionar in Südafrika. Am 30. März 1949 spendete ihm Erzbischof Martin Lucas in Pella die Bischofsweihe, nachdem er zum Apostolischen Vikar von Keetmanshoop und Titularbischof von Claneus ernannt worden war; Mitkonsekratoren waren seine Ordensbrüder, die Bischöfe Joseph Klemann OSFS, Apostolischer Vikar von Groß Namaqualand, und Henry Joseph Thünemann OSFS, Apostolischer Vikar von Keimoes.
Seine Geburtsstadt Opladen verlieh ihm am 24. Juni 1952 anlässlich eines Besuchs die Ehrenbürgerwürde.
Er starb 1966 als Bischof von Keimoes und wurde in der Bischofskirche von Pella beigesetzt.
In Opladen wird sein Andenken durch eine nach ihm benannte Straße sowie durch ein Gedenkkreuz auf dem Friedhof Birkenberg bewahrt.